# علف داسه
علف داسه (نام علمی: Polypogon monspeliensis)، علف ریشی یک‌ساله، علف داسه یک‌ساله یا علف پاخرگوشی یک‌ساله گیاهی از خانواده گندمیان است که امروزه تقریباً در سراسر جهان یافت می‌شود. خوشه علف داسه پرپشت، پَرمانند و سبز رنگ است.

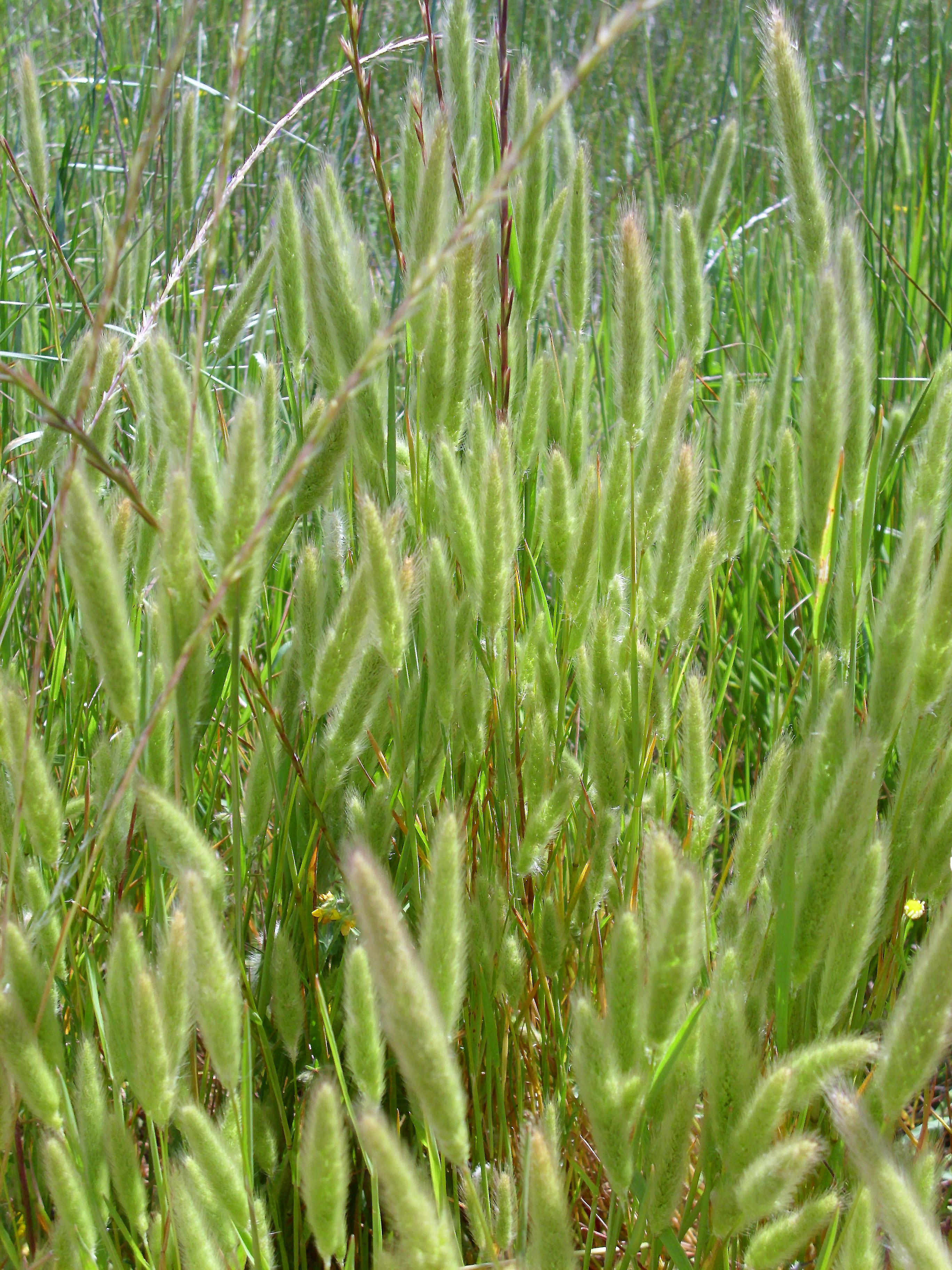
تجمع